# Farg'ona (provincie)
De provincie Farg‘ona (Oezbeeks: Farg‘ona viloyati, ook bekend als Fergana) is een wilaya (provincie) van Oezbekistan, gelegen in het zuidelijke deel van de Vallei van Fergana in het uiterste oosten van het land. Het grenst aan Namangan en Andizan, zo ook aan Kirgizië en Tadzjikistan. De provincie besloot een gebied van 6800 km² en heeft een bevolking van 2.597.000 inwoners waarvan 71% op het platteland woont.
Fargʻona is opgedeeld in 15 administratieve districten en heeft als hoofdstad het gelijknamige Fargʻona.
De regio kent een typisch landklimaat met zeer grote verschillen tussen winter en zomer temperaturen.
Landbouw is de voornaamste economische activiteit van Fargʻona, maar ook natuurlijke grondstoffen worden er gedolven.
Fargʻona heeft een bevolkingsdichtheid van 527 per km².  Alleen  Andizan heeft een hogere bevolkingsdichtheid. 

## Demografie
Fergana telt ongeveer 3.550.000 inwoners (2017).
In 2017 werden er in totaal 78.600 kinderen geboren. Het geboortecijfer bedraagt 22,2‰. Er stierven in dezelfde periode 17.100 mensen. Het sterftecijfer bedraagt 4,8‰. Absoluut gezien stierven de meeste mensen in de provincie Fergana. De natuurlijke bevolkingstoename is +61.500 personen, ofwel +17,4‰. 
De gemiddelde leeftijd is 29,0 jaar (2017). De gemiddelde leeftijd is hoger dan de rest van Oezbekistan.
Andizan · Buchara · Fergana · Jizzax · Namangan · Navoiy · Qashqadaryo · Samarkand · Sirdarjo · Surxondaryo · Tasjkent · Xorazm

Stad: Tasjkent

Autonome republiek: Karakalpakstan